# كأس خادم الحرمين الشريفين 2019
كأس خادم الحرمين الشريفين 2019 أو المعروف بـ كأس الملك 2019 هي النسخة رقم الثالثة والأربعين (43) من كأس الملك منذ إنشائها في عام 1957.
بدأ دور 64 من البطولة في يناير وينتهي في مايو 2019. كتب فريق التعاون الأول لكرة القدم، التاريخ، بتتويجه بكأس خادم الحرمين الشريفين، لأول مرة في تاريخه بعد فوزه، يوم الخميس، على الاتحاد 2-1 في النهائي الذي جمعهما على ملعب الملك فهد الدولي أمام أكثر من 58 ألف متفرج، سوف يتأهل بذلك لدور المجموعات لدوري أبطال آسيا 2020.

## فرق المشاركة
شارك ما مجموعه 64 فريقًا في هذا الموسم. 16 فريقاً من دوري للمحترفين ، 20 فريقًا من دوري الأمير محمد بن سلمان للدرجة الأولى السعودي 2018-19 ، 24 فريقًا من الدرجة الثانية و 4 فرق مؤهلة من المرحلة التمهيدية.
| الدوري                      | الفرق |
| --------------------------- | --- |
| دوري المحترفين السعودي      | - النادي الأهلي (السعودية) - نادي الباطن - نادي الاتفاق (السعودية) - نادي الفيصلي (السعودية) - نادي الفتح (السعودية) - نادي الفيحاء - نادي الحزم - نادي الهلال (السعودية) - نادي الاتحاد (السعودية) TH - نادي النصر (السعودية) - نادي القادسية (السعودية) - نادي الرائد - نادي الشباب (السعودية) - نادي التعاون (السعودية) - نادي الوحدة (السعودية) - نادي أحد                                               |
| دوري الدرجة الأولى السعودي  | - نادي أبها - نادي العدالة (السعودية) - نادي العين (السعودية) - نادي الأنصار (السعودية) - نادي الجبلين - نادي الجيل - نادي الكوكب - نادي الخليج (السعودية) - نادي المجزل - نادي النهضة (السعودية) - نادي النجوم (السعودية) - نادي العروبة (السعودية) - نادي القيصومة - نادي الشعلة (السعودية) - نادي الطائي - نادي الوشم - نادي ضمك - نادي هجر (السعودية) - نادي جدة - نادي نجران                            |
| دوري الدرجة الثانية السعودي | - نادي عفيف - نادي الأخدود - النادي العربي (السعودية) - نادي البكيرية - نادي الدرع - نادي الدرعية - نادي الغزوة - نادي الحائط - نادي الحجاز - نادي الجندل - نادي الجبيل - نادي الخلود - نادي المزاحمية - نادي الرياض - نادي السد (السعودية) - نادي الساحل (السعودية) - نادي الشرق (السعودية) - نادي الصقور - نادي التقدم (السعودية) - نادي الثقبة - نادي الوطني - نادي عرعر - نادي حطين (السعودية) - نادي وج |
| دوري الدرجة الثالثة السعودي | - نادي الأمجاد - نادي النعيرية - نادي الغوطة - نادي الشهيد |

## دور الرابع والستين
لعبت مباريات دور الرابع والستين بين الفرق المتنافسة بين 1 و 5 يناير 2019. جميع الأوقات محلية, AST (ت ع م+03:00).
| 11 1 يناير 2019 | البكيرية                     | 1–0   | القادسية                    | البكيرية                                  |
| 15:25           | الغامدي 82' · Al-Saudi 90+5' | تقرير | ياغو 24' · فيصل مسرحي 90+2' | الملعب: ملعب الأمل الحكم: Mohamed Marie'e |

| 5 1 يناير 2019 | الحجاز   | 1–2   | الباطن                                  | الباحة                                                     |
| 15:45          | خليل 82' | تقرير | كريسان دا كروز 65' (ركلة.) · Mohsen 90' | الملعب: King Saud Sports City Stadium الحكم: Turki Hashlan |

| 13 1 يناير 2019 | الفيحاء                                                                                          | 6–2   | الشهيد                    | المجمعة                                               |
| 18:00           | عبد الله آل سالم 27'، 60' · نايف عبدلي 46' · عبد الكريم القحطاني 55' · عمر العودة 63' · رويز 80' | تقرير | Al-Ghamdi 21' · Asiri 29' | الملعب: مدينة المجمعة الرياضية الحكم: عبد الله الشهري |

| 23 2 يناير 2019 | الشباب                                                                                    | 3–0   | الساحل         | الرياض                                                        |
| 15:20           | خالد الكعبي 19' · فاليريكا غامان 35' · لويز أنطونيو دي سوزا سواريز 37' · ناصر العمران 65' | تقرير | فيصل مجرشي 64' | الملعب: Prince Khalid bin Sultan Stadium الحكم: رائد الزهراني |

| 9 2 يناير 2019 | الخلود | 0–1   | الحزم       | البكيرية                               |
| 15:25          |        | تقرير | مورالها 44' | الملعب: ملعب الأمل الحكم: سلطان الحربي |

| 27 2 يناير 2019 | العربي        | 1–2   | الفتح                               | بريدة                                                    |
| 15:25           | Al-Howail 52' | تقرير | حمد الجهيم 20' · ألخالي بانغورا 44' | الملعب: مدينة الملك عبد الله الرياضية الحكم: فيصل البلوي |

| 32 2 يناير 2019 | الحائط | 0–1   | هجر          | حائل                                                           |
| 15:30           |        | تقرير | Al-Solan 67' | الملعب: ملعب الأمير عبد العزيز بن مساعد الحكم: عبد الله النحيط |

| 29 2 يناير 2019 | الفيصلي                                                | 2–0   | عفيف | المجمعة                                                  |
| 18:00           | جوزيف أكبالا 5' · دييغو كالديرون 27' · محمد الثاني 72' | تقرير |      | الملعب: مدينة المجمعة الرياضية الحكم: Shukri Al-Hanfoush |

| 28 3 يناير 2019 | القيصومة                        | 2–1   | الغوطة              | حفر الباطن                                  |
| 15:15           | كوفي نيت بواكي 48' · العنزي 85' | تقرير | التميمي 13' (ركلة.) | الملعب: ملعب نادي الباطن الحكم: محمد العمري |

| 15 3 يناير 2019 | الجندل                          | 0–6   | النصر                                                                      | سكاكا                                         |
| 15:35           | Al-Doknan 26' 49' · الجنيدي 27' | تقرير | عبد الرزاق حمد الله 29'، 66'، 80' · موسى 47'، 90+1' · جوليانو دي باولا 88' | الملعب: ملعب نادي العروبة الحكم: Khaled Salwi |

| 12 3 يناير 2019 | أبها                                                       | 4–0   | الجبلين | أبها                                                                   |
| 15:45           | سيدريك تشومبي 5' · القحطاني 41' · Khanfir 82' · العنزي 89' | تقرير |         | الملعب: مدينة الأمير سلطان بن عبد العزيز الرياضية الحكم: Sami Al-Jires |

| 26 3 يناير 2019 | نادي ضمك | 0–1 (و.إ) | المجد      | خميس مشيط                                |
| 15:45           |          | تقرير     | Farwi 103' | الملعب: ملعب نادي ضمك الحكم: ميثم الدليم |

| 22 3 يناير 2019 | النهضة                                            | 3–2   | حطين                         | الدمام                                                |
| 17:40           | الدوسري 43'، 61' · الغامدي 69' · العمودي 76'، 85' | تقرير | Al-Shadhli 68' · Matri 90+3' | الملعب: ملعب الأمير فهد بن سلمان الحكم: أحمد البركاتي |

| 10 3 يناير 2019 | الجيل   | 1–1 (و.إ) (3–2 ر.ت) | الكوكب                     | الأحساء                                                    |
| 19:30           | عمر 23' | تقرير               | شاكر الرقيعي 90+4' (ركلة.) | الملعب: ملعب الأمير عبد الله بن جلوي الحكم: حسين أبو شاهين |

| 19 3 يناير 2019 | الوحدة                                                                 | 6–1   | النعيرية   | مكة                                                |
| 19:50           | أحمد عبده جابر 14'، 24'، 45'، 54' (ركلة.) · محمد القثامي 21', 30'، 60' | تقرير | العنزي 88' | الملعب: ملعب الملك عبد العزيز الحكم: ماجد الشمراني |

| 2 4 يناير 2019 | الوشم                                    | 2–1   | السد     | شقراء                                              |
| 15:25          | Al-Shammeri 6' · عبد الرحمن خير الله 20' | تقرير | سامي 17' | الملعب: ملعب نادي الوشم الحكم: Ahmed Al-Remeikhany |

| 20 4 يناير 2019 | العروبة                                         | 3–2   | الثقبة                              | سكاكا                                               |
| 15:35           | Yanogo 26' · نادر الشراري 51' · موسى الشمري 77' | تقرير | El Mannae'e 34' (ركلة.) · Yahia 44' | الملعب: ملعب نادي العروبة الحكم: Abdullah Al-Awidan |

| 18 4 يناير 2019 | الأخدود | 0–2   | النجوم                              | خميس مشيط                                      |
| 15:45           |         | تقرير | عبد الله خطاب 61' · هيرمان كواو 86' | الملعب: ملعب نادي ضمك الحكم: عبد الرحمن الشهري |

| 8 4 يناير 2019 | نجران | 0–1   | العين        | أبها                                                                       |
| 15:45          |       | تقرير | الزهراني 65' | الملعب: مدينة الأمير سلطان بن عبد العزيز الرياضية الحكم: Mohammed Al-Smail |

| 14 4 يناير 2019 | وج | 4–2 (و.إ) | المجزل                                                                    | الطائف                                        |
| 15:50           | ربيع الموسى 28' · Al-Marzouqi 69' · نقا البقمي 84' · Al-Mowallad 94' · Al-Turki 102' · Salawati 109', 116' · Al-Mosaabi 120+1' | تقرير     | عبد الله عواجي 45' · Al-Ogaily 67' · عبد العزيز اليوسف 70' · Sufyani 116' | الملعب: ملعب الملك فهد الحكم: عبدالله الخربوش |

| 6 4 يناير 2019                                      | الصقور     | 1–1 (و.إ) (4–5 ر.ت)                                             | الشعلة    | تبوك                                                       |
| 15:50                                               | العنزي 66' | تقرير                                                           | Afana 37' | الملعب: استاد مدينة الملك خالد الرياضية الحكم: خالد الجهني |
|                                                     |            | ركلات جزاء                                                      |           |                                                            |
| البلوي · الجهني · القاضي · Mutair · الكعبي · العنزي |            | Daouda · الدوسري · Afana · شيخ موكورو · بيرانغر إيتوا · المطيري |           |                                                            |

| 21 4 يناير 2019 | التعاون                                   | 1–0   | العدالة                                         | بريدة                                                        |
| 18:05           | لياندر تاومبا 69' · مد الله العليان 90+2' | تقرير | كارولوس أندرياماتسينورو 55' · ياسين بو فلغة 78' | الملعب: مدينة الملك عبد الله الرياضية الحكم: Abdullah Dhafer |

| 24 4 يناير 2019 | Al-Ghazwa                   | 2–3   | نادي جدة                                                | المدينة المنورة                                                            |
| 18:30           | Al-Subahi 8' · Abdullah 72' | تقرير | Al-Johani 32' · Samti 45+2' · Zoe 50' · حسن الجبيري 78' | الملعب: مدينة الأمير محمد بن عبد العزيز الرياضية الحكم: Mohammed Al-Nuhait |

| 1 4 يناير 2019 | نادي الجبيل                            | 1–3 (و.إ) | نادي الاتحاد (السعودية)                                                 | الدمام                                                    |
| 19:50          | Adams 74' (ركلة.), 102' · Al-Aboud 87' | تقرير     | رومارينيو 45'، 108' · خالد السميري 56' · أحمد عسيري (لاعب كرة قدم) 104' | الملعب: ملعب الأمير محمد بن فهد الحكم: Mohammed Al-Hoaish |

| 30 5 يناير 2019 | الخليج                                                                      | 5–1   | المزاحمية | سيهات                                                   |
| 15:00           | ماهر شرومه 3' · حسن القيد 31' · محمد المطوع 67' (ركلة.)، 73' · Al-Trais 71' | تقرير | 90'       | الملعب: Al-Khaleej Club Stadium الحكم: Faisal Al-Balawi |

| 25 5 يناير 2019 | الاتفاق                                                     | 3–0   | الدرعية                          | الدمام                                                    |
| 15:00           | عبد الرحمن العبود 48' · سعد السلولي 53' · هزاع الهزاع 90+2' | تقرير | Al-Dossari 23' · بندر البيشي 50' | الملعب: ملعب الأمير محمد بن فهد الحكم: Shukri Al-Hanfoush |

| 31 5 يناير 2019 | نادي الهلال (السعودية)                                                                                 | 9–0   | نادي الدرع | الرياض                                             |
| 15:20           | غيلمين ريفاس 17'، 68'، 88' · بافيتيمبي غوميس 32'، 51'، 64'، 72' · أندريه كاريو 82' · الراشد 85' (ه.ذ.) | تقرير | هوساوي 3'  | الملعب: استاد جامعة الملك سعود الحكم: سلطان الحربي |

| 4 5 يناير 2019 | نادي التقدم (السعودية)        | 3–0   | نادي الطائي | البكيرية                                            |
| 15:30          | Douglas 26' · الحربي 34'، 65' | تقرير |             | الملعب: ملعب الأمل (السعودية) الحكم: حسين أبو شاهين |

| 7 5 يناير 2019 | نادي الرائد                                                                                      | 5–1   | Arar                      | بريدة                                                                 |
| 15:30          | محمد الشريمي 28', 61' · مازن أبو شرارة 48' (ركلة.) · صالح خالد الشهري 51'، 65' · فرحان حساني 77' | تقرير | Gharbi 35' · Fernando 63' | الملعب: مدينة الملك عبد الله الرياضية (بريدة) الحكم: Sultan Al-Okairy |

| 16 5 يناير 2019 | نادي الوطني | 0–2   | نادي الأنصار (السعودية)       | تبوك                                                             |
| 15:50           |             | تقرير | Hassan 63' · Al-Hojaili 90+1' | الملعب: استاد مدينة الملك خالد الرياضية الحكم: Mohammed Al-Qarni |

| 3 5 يناير 2019 | Ohod                       | 2–0   | نادي الشرق (السعودية) | المدينة المنورة                                                             |
| 18:30          | علي الأسمري 18' · Eisa 73' | تقرير |                       | الملعب: مدينة الأمير محمد بن عبد العزيز الرياضية الحكم: Mohammed Al-Buraidi |

| 17 5 يناير 2019 | النادي الأهلي (السعودية)                                               | 4–0   | نادي الرياض | مكة                                                     |
| 19:55           | عبد الفتاح عسيري 28' · نوح الموسى 37' · دجانيني 41' · صافي الزقرتي 69' | تقرير |             | الملعب: ملعب الملك عبد العزيز الحكم: Mohammed Al-Hoaish |

## الدور الثاني والثلاثين
لعبت مباريات دور الثاني والثلاثين من تاريخ 14 وحتى 18 يناير 2019. جميع الأوقات محلية, AST (ت ع م+03:00).
| 38 14 يناير 2019 | البكيرية | 0–4   | أبها                                                                              | البكيرية                                    |
| 15:35            |          | تقرير | Hamani 4' (ه.ذ.) · العنزي 24'، 36' · Al-Nabet 28' · عسيري 83' · الريمي 90' (ه.ذ.) | الملعب: ملعب الأمل الحكم: Mohammed Al-Smail |

| 47 15 يناير 2019 | الخليج                                                                                   | 1–2 (و.إ) | الفيصلي                                                                            | الدمام                                               |
| 15:10            | الطريس 53' · حسن القيد 68' · محمد المطوع 70' · خالد الحامضي 94' · عبد العزيز الناشي 116' | تقرير     | محمد أبو سبعان 65' · دييغو كالديرون 80' · فهد الأنصاري 105+1' · كاليم هايلاند 116' | الملعب: ملعب الأمير محمد بن فهد الحكم: رائد الزهراني |

| 34 15 يناير 2019 | التقدم                                                | 2–0   | أحد                                         | بريدة                                                           |
| 15:35            | Al-Sibiyani 7' · Al-Hadhriti 54' (ركلة.) · الجهيم 89' | تقرير | الضوء 45' · ماجد هزازي 53' · كارل مجاني 78' | الملعب: مدينة الملك عبد الله الرياضية الحكم: Abdullah Al-Awidan |

| 39 15 يناير 2019 | وج              | 0–1   | نادي الفيحاء                                           | الطائف                                       |
| 15:55            | Al-Abdeli 90+2' | تقرير | ماجد النجراني 29' · عبد الله كنو 65' · نواف الصبحي 70' | الملعب: ملعب الملك فهد الحكم: حسين أبو شاهين |

| 40 15 يناير 2019 | النصر                                                                                | 5–0   | الأنصار        | الرياض                                             |
| 19:30            | عبد الرزاق حمد الله 7'، 9'، 84'، 86' · عبد العزيز الجبرين 48' · جوليانو دي باولا 74' | تقرير | محمود معاذ 30' | الملعب: ملعب الملك فهد الدولي الحكم: ماجد الشمراني |

| 33 16 يناير 2019 | الوشم                                | 1–2   | الاتحاد                                                                                | شقراء                                        |
| 15:30            | نضال سعيد 10' · عبد الله الدوسري 14' | تقرير | رومارينيو 45+2' · حسن معاذ فلاته 50' · غاري مينديز رودريغيز 55' 56' · جابر مصطفى 90+5' | الملعب: ملعب نادي الوشم الحكم: عبد الله ظافر |

| 36 16 يناير 2019                                                              | الرائد | 2–2 (و.إ) (3–1 ر.ت)                                           | العين                                                                                                  | بريدة                                                      |
| 15:35                                                                         | فرحان 38' · صالح خالد الشهري 50'، 114' · دانيال لوبيز أمورا 56' · هشام بلقروي 79' · أحمد جمال (موسيقي) 119' | تقرير                                                         | سواليو واتارا 73' · دييغو أسيس 86' · عبدالله دينج عبدولاي 90+1' · مطير الزهراني 108' · طلال مجرشي 117' | الملعب: مدينة الملك عبد الله الرياضية الحكم: Sami Al-Jires |
|                                                                               | | ركلات جزاء                                                    | |                                                            |
| فرحان حساني · حسين الشويش · Al-Meqren · دانيال لوبيز أمورا · صالح خالد الشهري | | عبدالله دينج عبدولاي · Ba Adheem · دييغو أسيس · سواليو واتارا | |                                                            |

| 42 16 يناير 2019 | العروبة        | 0–1   | الوحدة                              | سكاكا                                               |
| 15:45            | Abo Shahin 25' | تقرير | محمد القثامي 39' · ريناتو شافيز 78' | الملعب: ملعب نادي العروبة الحكم: Shukri Al-Hanfoush |

| 48 16 يناير 2019 | هجر | 0–3   | الهلال                                                                  | الأحساء                                                     |
| 17:55            |     | تقرير | بافيتيمبي غوميس 21' (ركلة.)، 80' · كارلوس إدواردو دي أوليفيرا ألفيس 63' | الملعب: ملعب الأمير عبد الله بن جلوي الحكم: Khaled Al-Teris |

| 46 17 يناير 2019 | نادي القيصومة                                                                        | 3–0   | نادي الفتح (السعودية) | حفر الباطن                                         |
| 15:25            | غبولاهان سالامي 22' · يوسف شيبان 30' · Al-Sahali 45+2' · Khemir 82' · Al-Mutairi 86' | تقرير | محمد المجحد 90+1'     | الملعب: ملعب نادي الباطن الحكم: Mohammed Al-Nuhait |

| 35 17 يناير 2019 | نادي الشعلة (السعودية) | 0–1   | نادي الباطن                     | محافظة الخرج                                       |
| 15:25            | Al-Dossari 43'         | تقرير | جوناثان بينيتيز دي كونسيساو 58' | الملعب: ملعب نادي الشعلة الحكم: Abdullah Al-Nuhait |

| 37 17 يناير 2019 | نادي الحزم | 0–1   | نادي الجيل         | البكيرية                                                     |
| 15:35            |            | تقرير | Kadu Fernandes 52' | الملعب: ملعب الأمل (السعودية) الحكم: Abdulrahman Al-Shammari |

| 45 18 يناير 2019 | نادي الاتفاق (السعودية) | 9–1   | Al-Amjad                                                             | الدمام                                                    |
| 15:10            | هزاع الهزاع 4' (ركلة.)، 66'، 86' · Dahl 43' (ه.ذ.) · أحمد العكايشي 56'، 64' · كريستيان خوانكا 75'، 83' · حسين السيد (لاعب كرة قدم) 80' | تقرير | Al-Khedewi 10' · Hakami 76' · Faraji 79' · Shamhani 84' · Dahl 90+1' | الملعب: ملعب الأمير محمد بن فهد الحكم: Mohammed Al-Hoaish |

| 43 18 يناير 2019 | نادي التعاون (السعودية)                                                                          | 6–0   | نادي النهضة (السعودية) | بريدة                                                             |
| 15:35            | نيلدو بيترولينا 19' · لياندر تاومبا 33'، 70' · Adam 40' · ساندرو مانويل 45+2' · هيلدون راموس 82' | تقرير | إدريسا كوليبالي 50'    | الملعب: مدينة الملك عبد الله الرياضية (بريدة) الحكم: Khaled Salwi |

| 41 18 يناير 2019 | نادي النجوم (السعودية) | 0–1   | النادي الأهلي (السعودية)                                                 | الأحساء (مدينة)                                             |
| 17:55            |                        | تقرير | سعيد المولد 15' · دجانيني 27' (ركلة.) · باولو دياز 80' · يوسف الحربي 88' | الملعب: ملعب الأمير عبد الله بن جلوي الحكم: Sultan Al-Harbi |

| 44 18 يناير 2019 | نادي جدة                                    | 0–2   | نادي الشباب (السعودية)                                                 | جدة                                                           |
| 20:00            | حسن الجبيري 43' · أحمد المولد 47' · Zoe 89' | تقرير | كونستانتين بوديسكو 18', 49' · جمال بن العمري 90+1' · خالد الكعبي 90+3' | الملعب: مدينة الملك عبد الله الرياضية الحكم: Faisal Al-Balawi |

## دور الستة عشر
لعبت مباريات دور الستة عشر من تاريخ 21 وحتى 23 يناير 2019. جميع الأوقات محلية، AST (ت ع م+03:00).
| 52 21 يناير 2019 | الفيحاء                                | 0–6   | النصر | المجمعة                                                                           |
| 18:15            | توفيق بو حيمد 70' · دانيلو أسبريلا 85' | تقرير | فهد الجميعة 11', 86' · عبد العزيز الجبرين 21' · جوليانو دي باولا 52' · عبد الرزاق حمد الله 56'، 59'، 72'، 81' | الملعب: مدينة المجمعة الرياضية الحكم: أوفيديو هاتسيغان (اتحاد رومانيا لكرة القدم) |

| 49 21 يناير 2019 | التقدم     | 0–3   | الاتحاد                                                   | بريدة                                                        |
| 18:20            | الجهيم 79' | تقرير | عبد الله العمار 2' · رومارينيو 35'، 42' · عمار الدحيم 75' | الملعب: مدينة الملك عبد الله الرياضية الحكم: Khaled Al-Teris |

| 56 21 يناير 2019 | الهلال | 3–2   | الفيصلي                                                                       | الرياض                                                                        |
| 20:05            | بافيتيمبي غوميس 19' · كارلوس إدواردو دي أوليفيرا ألفيس 33' · ناصر الدوسري (لاعب كرة قدم) 79' · غيلمين ريفاس 83' | تقرير | روجيريو كوتينيو 2'، 37' · سلطان مندش 31' · وسام السويد 41' · مصطفى ملائكة 89' | الملعب: استاد جامعة الملك سعود الحكم: ميلوراد ماجيتش (اتحاد صربيا لكرة القدم) |

| 50 22 يناير 2019 | نادي الباطن | 2–1 (و.إ) | نادي الرائد                               | حفر الباطن                                         |
| 15:30            | جوناثان بينيتيز دي كونسيساو 19' · أندريس باراكا 25' · بندر ناصر المطيري 58' · مهنا واقص العنزي 70' · رائد الغامدي 108' | تقرير     | فرحان حساني 49' · Farhan 70' · المقرن 80' | الملعب: ملعب نادي الباطن الحكم: Shukri Al-Hanfoush |

| 51 22 يناير 2019 | أبها | 0–1 (و.إ) | الجيل | أبها                                                                 |
| 15:55            |      | تقرير     | Al-Suwiei 41' · عبد الإله الفضل 61' · عبد الله العبد الله 76' · Al-Morair 88' · Al-Khamis 104' · Edgar Gomes 111' | الملعب: مدينة الأمير سلطان بن عبد العزيز الرياضية الحكم: فيصل البلوي |

| 55 23 يناير 2019 | نادي القيصومة                     | 1–4   | الاتفاق                                                                                  | حفر الباطن                                  |
| 15:30            | Sherifi 40' · غبولاهان سالامي 55' | تقرير | محمد الكويكبي 8', 15' · فخر الدين بن يوسف 10'، 72' · برايان أليمان 44' · هزاع الهزاع 61' | الملعب: ملعب نادي الباطن الحكم: محمد الهويش |

| 54 23 يناير 2019 | التعاون                                                                             | 3–0   | الشباب                                                                                 | بريدة                                                                                            |
| 18:20            | ربيع سفياني 10' · هيلدون راموس 41' (ركلة.) · ابراهيم الزبيدي 45' · سيدريك أميسي 55' | تقرير | مبارك بوصوفة 37' · فاروق بن مصطفى 45' · لويز أنطونيو دي سوزا سواريز 48' · فهد غازي 56' | الملعب: مدينة الملك عبد الله الرياضية (بريدة) الحكم: أوفيديو هاتسيغان (اتحاد رومانيا لكرة القدم) |

| 53 23 يناير 2019                                                  | الأهلي                                                       | 1–1 (و.إ) (1–3 ر.ت)                                          | الوحدة                                                                                  | جدة                                                                                  |
| 20:05                                                             | الحربي 18' · دجانيني 40' · حسين عبد الغني (لاعب كرة قدم) 55' | تقرير                                                        | زيدان مباراكو 33' · عمرو 61' · ريناتو شافيز 77' · رومولو أوتيرو 85' · وليد باخشوين 109' | الملعب: مدينة الملك عبد الله الرياضية الحكم: ميلوراد ماجيتش (اتحاد صربيا لكرة القدم) |
|                                                                   |                                                              | ركلات جزاء                                                   |                                                                                         |                                                                                      |
| دجانيني · نوح الموسى · حسين عبد الغني (لاعب كرة قدم) · باولو دياز |                                                              | ماركوس جويلهيرمي · فيصل درويش · ريناتو شافيز · رومولو أوتيرو |                                                                                         |                                                                                      |

## ربع النهائي
أقيم ربع النهائي في الفترة من 1 إلى 2 أبريل 2019. جميع الأوقات محلية، AST (ت ع م+03:00).
| 60 01 أبريل 2019 | الاتفاق | 2–3 (و.إ) | الهلال | الدمام                                                                          |
| 18:35            | محمد الكويكبي 28' (ركلة.) · رامون أرياس 64' · عبد الرحمن العبود 75' · كريستيان خوانكا 87', 112' · أحمد العكايشي 90+1' · عمر السنين 100' | تقرير     | محمد كنو 32' · عبد الملك الخيبري 38' · محمد الشلهوب 65' · محمد جحفلي 90+5' · أندريه كاريو 105' · عبدالرحمن اليامي 117' | الملعب: ملعب الأمير محمد بن فهد الحكم: ماثيو كونجر (اتحاد نيوزيلندا لكرة القدم) |

| 57 01 أبريل 2019 | الاتحاد | 4–3   | الباطن | جدة                                                                                                   |
| 20:35            | خالد السميري 36' · ألكسندر بريجوفيتش 44' (ركلة.)، 58' · سيكو سانوغو 52' · منصور الحربي 69' · رومارينيو 72' · كارلوس فيلانويفا 82' | تقرير | يوسف الشمري 11' · كريسان دا كروز 38' · ماجد كنبه 74' · جوناثان بينيتيز دي كونسيساو 75', 82' · رائد الغامدي 89' | الملعب: مدينة الملك عبد الله الرياضية الحضور: 15,214 الحكم: دامير سكومينا (اتحاد سلوفينيا لكرة القدم) |

| 58 01 أبريل 2019 | النصر                                                                      | 4–0   | الجيل                                         | الرياض                                                                             |
| 20:35            | فهد الجميعة 10', 45+1' · بيتروس 73'، 90' · عبد الرزاق حمد الله 86' (ركلة.) | تقرير | Al-Hunain 58' · Abu Bakr 85' · Anderson 90+2' | الملعب: ملعب الملك فهد الدولي الحكم: أرتور سواريس دياز (اتحاد البرتغال لكرة القدم) |

| 59 02 أبريل 2019 | التعاون                                                              | 3–0   | الوحدة                                                  | بريدة                                                                                |
| 19:00            | ريان الموسى 45+2' · لياندر تاومبا 58' · ساندرو مانويل 60' · Adam 64' | تقرير | ريناتو شافيز 44' · وليد باخشوين 66' · رومولو أوتيرو 89' | الملعب: مدينة الملك عبد الله الرياضية الحكم: باكاري غاساما (اتحاد غامبيا لكرة القدم) |

## نصف النهائي
أقيم نصف النهائي في الفترة من 26 إلى 27 أبريل 2019. جميع الأوقات محلية، AST (ت ع م+03:00).
| 62 26 أبريل 2019    | الهلال | 0 - 5   | التعاون                                                         | الرياض                                           |
| 18:55 (ت ع م+03:00) |        | [تقرير] | 86' 10' الزبيدي · 19' ساندرو · 22' آدم · 56' أميسي · 83' تاومبا | الملعب: ملعب جامعة الملك سعود الحكم: داني ماكيلي |

| 61 27 أبريل 2019    | الاتحاد | 4 - 2 (و.إ) | النصر                                                | جدة                                                      |
| 19:25 (ت ع م+03:00) | 34' الأحمدي · 44' بريجوفيتش · 45+2' مانويل دا كوستا · 60' 71' المولد · 92' أحمد عسيري · 96'، 107' رومارينيو | تقرير       | 43' بيتروس · 66'، 89'، pen' 115' عبد الرزاق حمد الله | الملعب: مدينة الملك عبد الله الرياضية الحكم: فيليكس بريش |

### النهائي
| نهائي 2 مايو 2019 | التعاون                                                                             | 2 - 1 | الاتحاد                          | الرياض                                       |
|                   | العبسي 54' · ريان الموسى 60' · نيلدو بيترولينا 61' · ساندرو مانويل 76' · تاومبا 90' |       | 32' بريجوفيتش · 61' كريم الأحمدي | الملعب: استاد الملك فهد الحكم: نيستور بيتانا |